# 罗贝尔·多热布雷
罗贝尔·多热布雷（法語：Robert Dorgebray，1915年10月16日—2005年9月29日），法国男子自行车运动员。他曾代表法国参加1936年夏季奥林匹克运动会自行车比赛，获得男子团体公路赛金牌。